# Primeira fase da Copa Libertadores da América de 2010
A primeira fase da Copa Libertadores da América de 2010 foi disputada entre 26 de janeiro e 10 de fevereiro. Os seis vencedores de cada chave juntaram-se a outras 32 equipes da segunda fase, disputada no sistema de grupos.
Nessa fase, as equipes se enfrentaram em jogos eliminatórios de ida e volta, classificando-se a que somasse mais pontos. Em caso se igualdade em pontos, a regra do gol marcado como visitante entraria em consideração. Persistindo o empate, a vaga seria definida nas disputas por pênaltis.

## Resultados
| Chave | Equipe 1               | Total       | Equipe 2             | Ida | Volta | Classificação |
| ----- | ---------------------- | ----------- | -------------------- | --- | ----- | ------------- |
| G1    | Deportivo Táchira      | 2–3         | Libertad             | 1–0 | 1–3   | Grupo 4       |
| G2    | Juan Aurich            | 4–1         | Tecos                | 2–0 | 2–1   | Grupo 3       |
| G3    | Colón                  | 5–5 (3–5 p) | Universidad Católica | 3–2 | 2–3   | Grupo 8       |
| G4    | Real Potosí            | 1–8         | Cruzeiro             | 1–1 | 0–7   | Grupo 7       |
| G5    | Newell's Old Boys      | 1–2         | Emelec               | 0–0 | 1–2   | Grupo 5       |
| G6    | Junior de Barranquilla | 2–4         | Racing               | 2–2 | 0–2   | Grupo 1       |

### Chave G1
Todas as partidas estão no horário local
| 26 de janeiro    | Deportivo Táchira | 1 – 0     | Libertad | Estádio Polideportivo de Pueblo Nuevo, San Cristóbal |
| 21:00 (UTC-4:30) | Maita 27'         | Relatório |          | Público: 16,382 Árbitro: COL José Buitrago           |

| 2 de fevereiro | Libertad                         | 3 – 1     | Deportivo Táchira | Estádio Defensores del Chaco, Assunção      |
| 20:10 (UTC-3)  | Gamarra 40' · Velázquez 67', 81' | Relatório | Boada 29'         | Público: 3,000 Árbitro: ARG Héctor Baldassi |

### Chave G2
| 27 de janeiro | Juan Aurich     | 2 – 0     | Tecos | Estádio Elías Aguirre, Chiclayo        |
| 21:10 (UTC-5) | Tejada 11', 60' | Relatório |       | Público: 7,064 Árbitro: CHI Pablo Pozo |

| 3 de fevereiro | Tecos       | 1 – 2     | Juan Aurich                | Estádio Tres de Marzo, Zapopan |
| 20:20 (UTC-6)  | Bareiro 76' | Relatório | Tejada 43' · Ciciliano 74' | Árbitro: VEN Juan Soto         |

### Chave G3
| 26 de janeiro | Colón                                  | 3 – 2     | Universidad Católica | Estádio Cementerio de Elefantes, Santa Fe    |
| 20:10 (UTC-3) | Nieto 5' · Fuertes 66' · Bertoglio 69' | Relatório | Morales 35', 81'     | Público: 14,902 Árbitro: URU Jorge Larrionda |

| 9 de fevereiro | Universidad Católica                     | 3 – 2     | Colón                                      | Estádio San Carlos de Apoquindo, Santiago |
| 19:20 (UTC-3)  | Henríquez 40' · Toloza 75' · Morales 83' | Relatório | Moreno y Fabianesi 53' · Fuertes 56' (pen) | Árbitro: PAR Carlos Torres                |

|                                         |       | Penalidades                                  |  |
| Toloza Mirosevic Vranjicán Díaz Mannara | 5 – 3 | Coudet Moreno y Fabianesi Pellerano Rivarola |  |

### Chave G4
| 27 de janeiro | Real Potosí | 1 – 1     | Cruzeiro                | Estádio Víctor Agustín Ugarte, Potosí |
| 19:50 (UTC-4) | Correa 88'  | Relatório | Wellington Paulista 26' | Árbitro: PER Víctor Rivera            |

| 3 de fevereiro | Cruzeiro | 7 – 0     | Real Potosí | Estádio Mineirão, Belo Horizonte        |
| 21:50 (UTC-2)  | Marquinhos Paraná 28' · Thiago Ribeiro 30' · Kléber 39' · Jonathan 45' · Eliandro 87' · Bernardo 88' · Guerrón 90+1' | Relatório |             | Público: 36,574 Árbitro: ARG Diego Abal |

### Chave G5
| 27 de janeiro | Newell's Old Boys | 0 – 0     | Emelec | Estádio Marcelo Bielsa, Rosário              |
| 18:30 (UTC-3) |                   | Relatório |        | Público: 15,292 Árbitro: URU Roberto Silvera |

| 10 de fevereiro | Emelec                   | 2 – 1     | Newell's Old Boys | Estádio George Capwell, Guaiaquil |
| 21:10 (UTC-5)   | Rojas 45' · Quiñónez 65' | Relatório | Barrientos 52'    | Árbitro: COL Óscar Ruiz           |

### Chave G6
| 28 de janeiro | Junior de Barranquilla    | 2 – 2     | Racing                    | Estádio Metropolitano, Barranquilla |
| 18:10 (UTC-5) | Acuña 12' · Arzuaga 90+1' | Relatório | Mirabaje 28' · Pallás 67' | Árbitro: ECU Carlos Vera            |

| 4 de fevereiro | Racing                  | 2 – 0     | Junior de Barranquilla | Estádio Gran Parque Central, Montevidéu             |
| 21:10 (UTC-2)  | Quiñones 13' (pen), 88' | Relatório |                        | Público: 4,768 Árbitro: BRA Paulo Cesar de Oliveira |